# Centre de formation du Stade toulousain
 (février 2023).
Si vous disposez d'ouvrages ou d'articles de référence ou si vous connaissez des sites web de qualité traitant du thème abordé ici, merci de compléter l'article en donnant les références utiles à sa vérifiabilité et en les liant à la section « Notes et références ».
Le centre de formation du Stade toulousain est basé à Toulouse. Il y forme des jeunes joueurs de rugby à XV dans le but de les faire passer professionnels, si possible, sous les couleurs du Stade toulousain. Il a été fondé en 1988. Il est d'ailleurs le premier centre de formation français à voir le jour après celui de Grenoble. Le président est Pierre Escalier, il est dirigé par Valérie Vischi-Serraz et l'ancien joueur professionnel Michel Marfaing.

## Structures

### Bureau directeur du conseil d'administration
- Président : Pierre Escalier
- Vice-président : Sylvain Dispagne
- Secrétaire : Jean-Hubert Rougé
- Trésorier : Alain Laffon

### Staff administratif et sportif
- Directrice générale : Valérie Vischi-Serraz
- Directeur sportif : Michel Marfaing
- Préparateurs physiques : Bernard Baisse et Pierre Cantayre
- Préparateur physique spécifique : Thierry Savio
- Suivi médical : Céline Mailhé
- Suivi scolaire et orientation : Nadine Messias
- Coordinateur pédagofique École Technique Privée : Jean-Baptiste Martin
- Chargé Qualité et formation professionnelle : Pierre Bayac
- Médecin : Adrian Cangelosi
- Kiné : Anthony Dupuy
- Diététicien : Edwin Lucas
- Préparateur mental : Olivier Leprêtre
- Psychologue : Nathalie Simorre
- Podologue : Marion Bouyssou

### Entraîneurs de l'équipe espoirs
À partir de 2018, les entraîneurs de l'équipe espoirs sont également entraîneur assistant au sein de l'encadrement de l'équipe professionnelle afin d'assurer une continuité entre les deux niveaux.
- 2002-2004 : Didier Lacroix
- 2004-2005 : Didier Lacroix et Émile Ntamack
- 2005-2008 : Didier Lacroix et Michel Marfaing
- 2008-2011 : Jean-Michel Giraud et Michel Marfaing
- 2011-2018 : Hugues Miorin et Éric Artiguste
- 2018-2019 : Jean Bouilhou, Clément Poitrenaud et Laurent Thuéry
- 2019-2020 : Virgile Lacombe, Laurent Thuéry et Alan-Basson Zondagh
- 2020-2021 : Virgile Lacombe et Alan-Basson Zondagh
- 2021-2022 : Sam Lacombe, Virgile Lacombe et Jerome Kaino
- Depuis 2022 : Sam Lacombe, Jerome Kaino, David Mélé et Iosefa Tekori

### Partenariat en Nouvelle-Calédonie
Le Stade toulousain est en partenariat avec un club néo-calédonien, l'Union Rugby Club de Dumbéa via Philippe Rougé-Thomas et Abraham Tolofua. Le Stade toulousain aide au développement du club et de jeunes joueurs calédoniens intègrent le centre de formation.
Liste des joueurs de l'URC Dumbéa ayant fait leurs débuts professionnels au sein du Stade toulousain :
- Rodrigue Neti
- Peato Mauvaka
- Alexandre Manukula
- Paulo Tafili

## Joueurs passés au centre de formation

### Joueurs internationaux
Le Stade toulousain a fourni de nombreux joueurs aux équipes nationales. Certains d'entre eux y ont passé la totalité de leur formation ou une partie :

#### Générations 1965 à 1979
| Joueur              | Génération | Période en équipe 1er du Stade toulousain | Matchs (points) avec le Stade toulousain | Équipe nationale | Matchs (points) en sélection | Club actuel (ou dernier club) |
| ------------------- | ---------- | ----------------------------------------- | ---------------------------------------- | ---------------- | ---------------------------- | ----------------------------- |
| Hugues Miorin       | 1968       | 1987-2002                                 | ?                                        | France           | 9 (0)                        | US Colomiers                  |
| Jérôme Cazalbou     | 1969       | 1987-2001                                 | ?                                        | France           | 4 (0)                        | Stade toulousain              |
| Michel Marfaing     | 1970       | 199?-1993 1996-2005                       | ?                                        | France           | 2 (0)                        | Stade toulousain              |
| Émile Ntamack       | 1970       | 19??-2005                                 | ?                                        | France           | 46 (135)                     | Stade toulousain              |
| David Berty         | 1970       | 1987-1998                                 | ?                                        | France           | 6 (0)                        | Blagnac SRC                   |
| Philippe Carbonneau | 1971       | 19??-1996                                 | ?                                        | France           | 32 (25)                      | Tarbes Pyrénées rugby         |
| Richard Castel      | 1972       | 199?-1996                                 | ?                                        | France           | 15 (0)                       | AS Béziers                    |
| Franck Belot        | 1972       | 1992-2002                                 | ?                                        | France           | 1 (0)                        | Stade toulousain              |
| Ugo Mola            | 1973       | 1990-1996                                 | ?                                        | France           | 12 (30)                      | Castres olympique             |
| Xavier Garbajosa    | 1976       | 1996-2007                                 | ?                                        | France           | 32 (35)                      | Aviron bayonnais              |
| William Servat      | 1978       | 1999-2013                                 | 277 (95)                                 | France           | 49 (10)                      | Stade toulousain              |
| Jean Bouilhou       | 1978       | 1999-2013                                 | 375 (107)                                | France           | 2 (0)                        | Section paloise               |

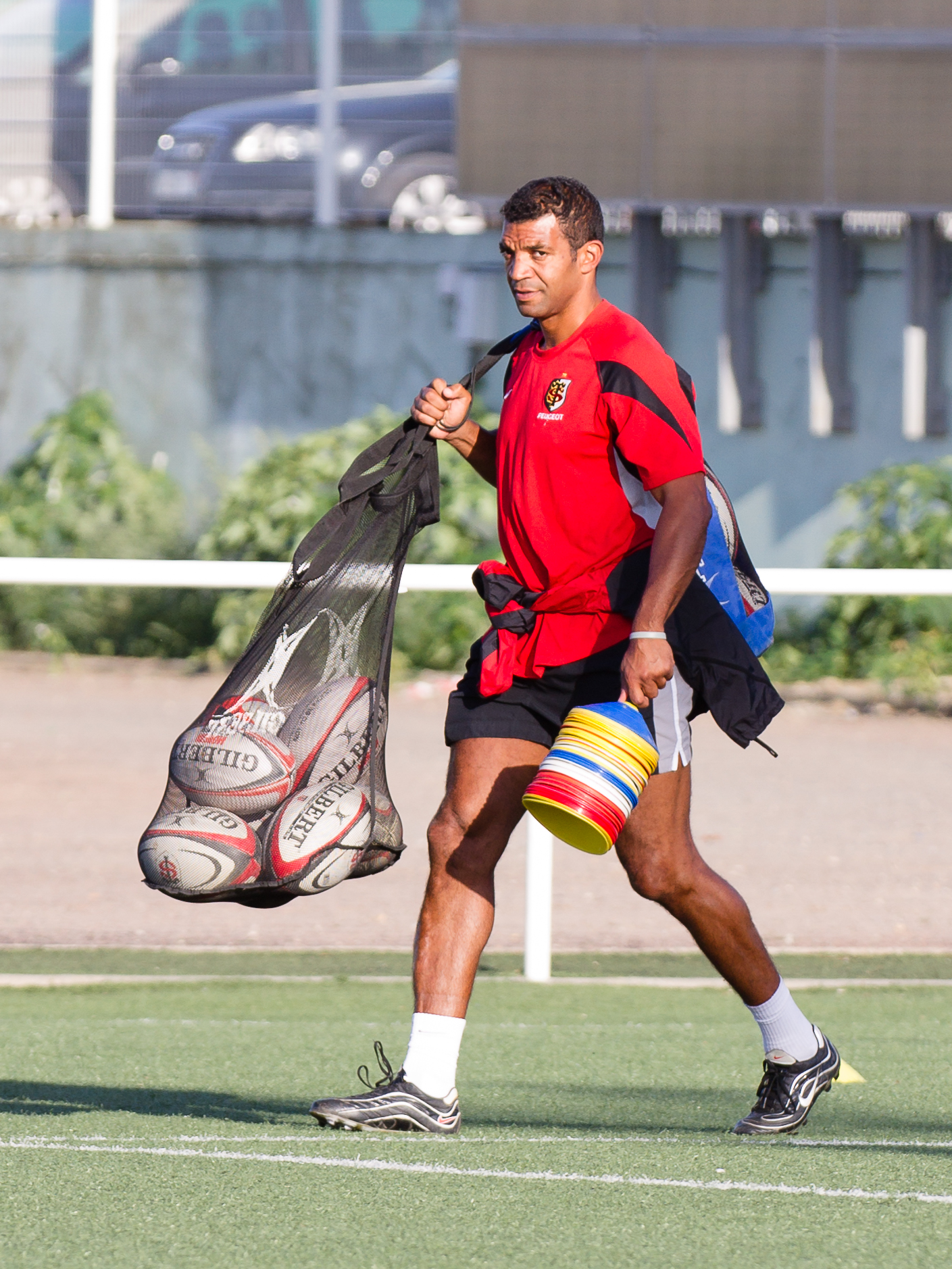
Émile Ntamack
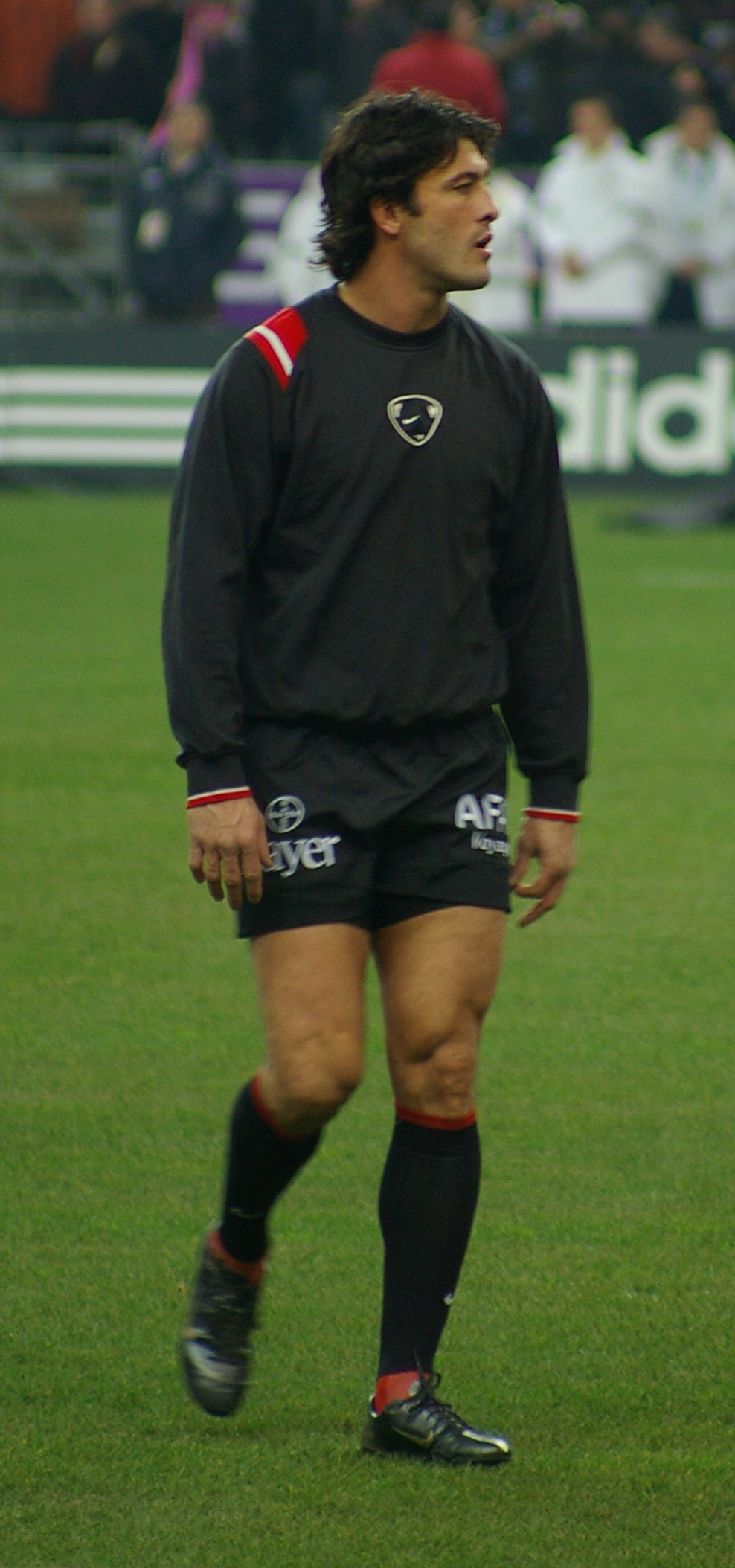
Xavier Garbajosa
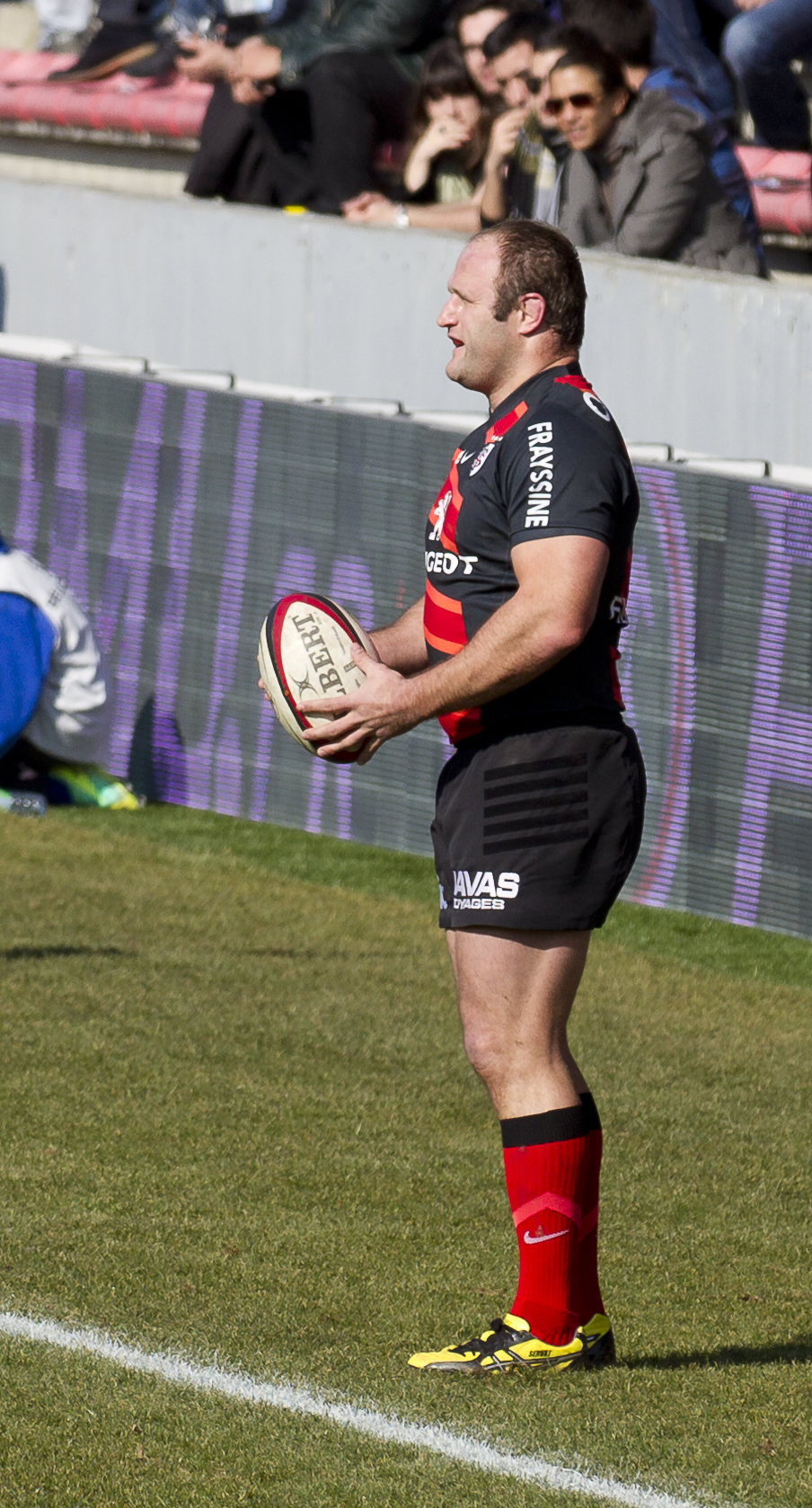
William Servat
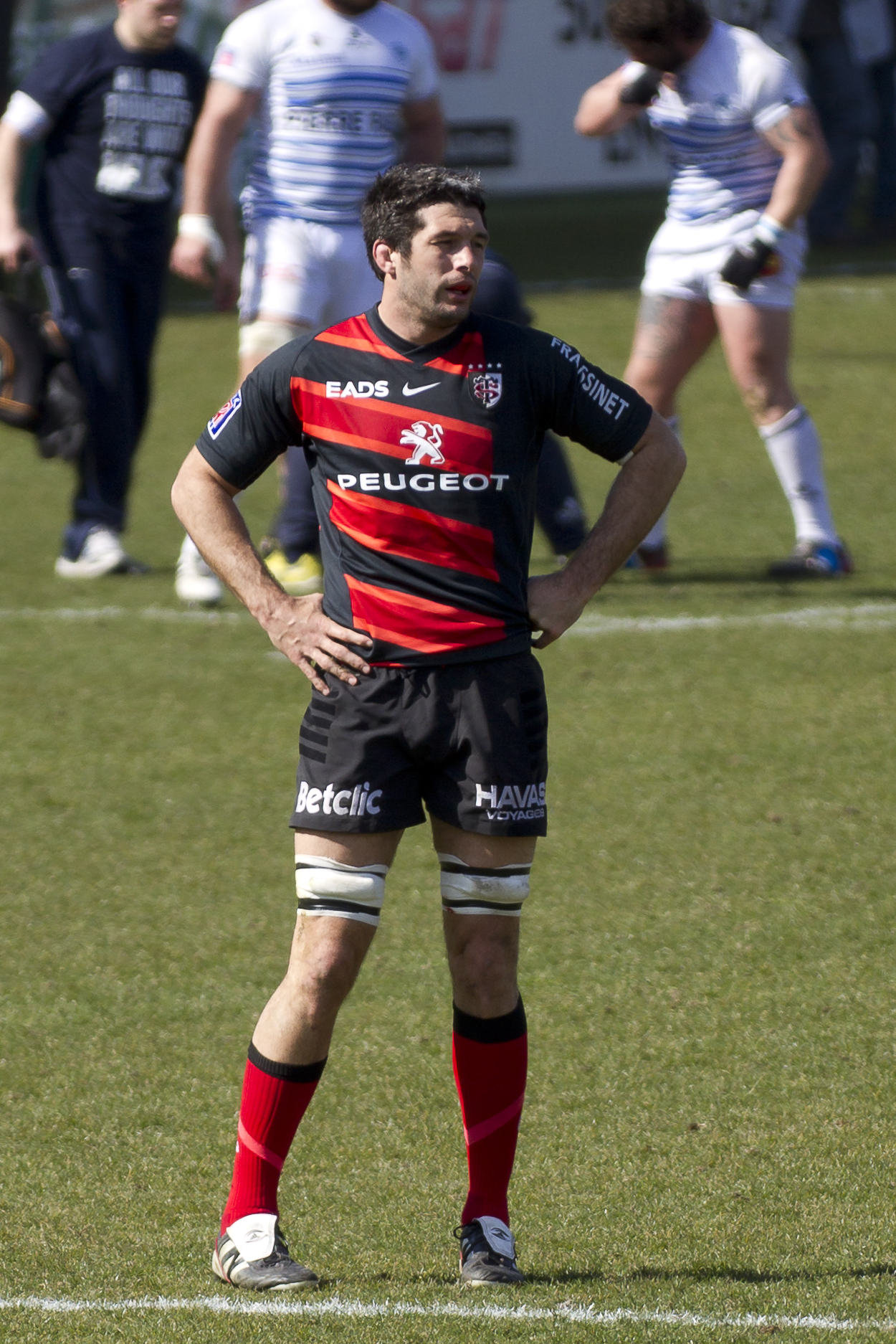
Jean Bouilhou

#### Générations 1980 à 1989
| Joueur                   | Génération | Période en équipe 1er du Stade toulousain | Matchs (points) avec le Stade toulousain | Équipe nationale | Matchs (points) en sélection | Club actuel (ou dernier club) |
| ------------------------ | ---------- | ----------------------------------------- | ---------------------------------------- | ---------------- | ---------------------------- | ----------------------------- |
| Julien Candelon          | 1980       | -                                         | -                                        | France           | 2 (10)                       | FFR (rugby à 7)               |
| Guillaume Boussès        | 1981       | 1999-2001                                 | 1 (0)                                    | France           | 1 (0)                        | US Oyonnax                    |
| Nicolas Jeanjean         | 1981       | 2001-2006                                 | 77 (68)                                  | France           | 9 (10)                       | CA Brive                      |
| Clément Poitrenaud       | 1982       | 2001-2016                                 | 356 (343)                                | France           | 47 (35)                      | Sharks                        |
| Frédéric Michalak        | 1982       | 2001-2007 2008-2011                       | 134 (608) 51 (280)                       | France           | 77 (436)                     | Lyon OU                       |
| Nicolas Durand           | 1982       | -                                         | -                                        | France           | 2 (0)                        | Lyon OU                       |
| Benoît Baby              | 1983       | 2001-2007                                 | 47 (84)                                  | France           | 9 (8)                        | Biarritz olympique            |
| Jean-François Montauriol | 1983       | 2003-2008                                 | 26 (15)                                  | Italie           | 2 (0)                        | Verona Rugby                  |
| Fabien Barcella          | 1983       | 2003-2005                                 | 1 (0)                                    | France           | 20 (0)                       | FC Grenoble                   |
| Lionel Mazars            | 1984       | 2004-2005                                 | 1 (0)                                    | France           | 2 (0)                        | SU Agen                       |
| Maxime Médard            | 1986       | 2004-2022                                 | 367 (570)                                | France           | 63 (73)                      | Stade toulousain              |
| Julien Le Devedec        | 1986       | 2005-2010                                 | 31 (0)                                   | France           | 11 (0)                       | Provence rugby                |
| Maxime Mermoz            | 1986       | 2005-2008 2018-2020                       | 19 (5) 14 (10)                           | France           | 35 (15)                      | Stade toulousain              |
| Yoann Huget              | 1987       | 2005-2008 2012-2021                       | 7 (0) 163 (295)                          | France           | 62 (70)                      | Stade toulousain              |

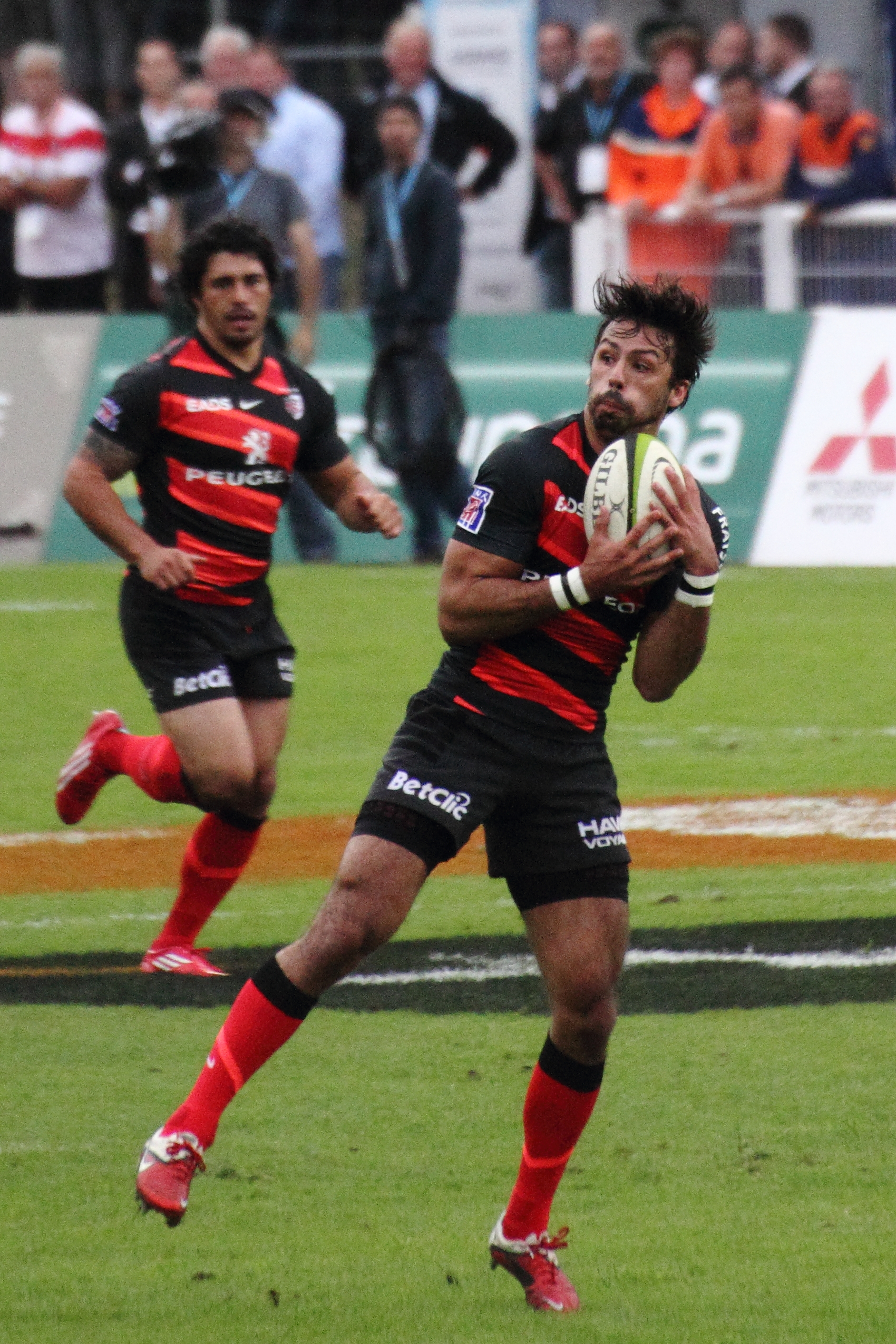
Clément Poitrenaud
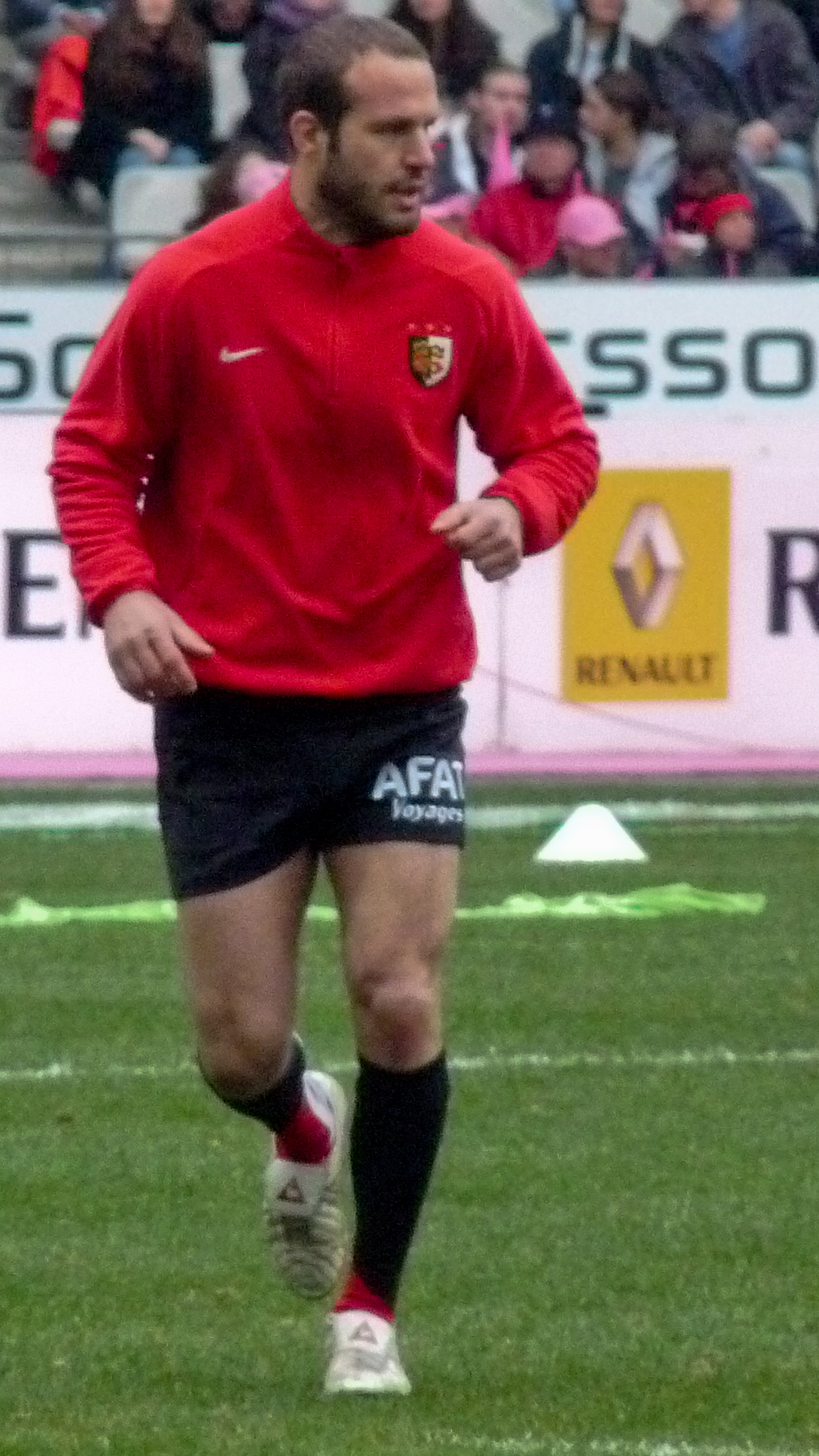
Frédéric Michalak
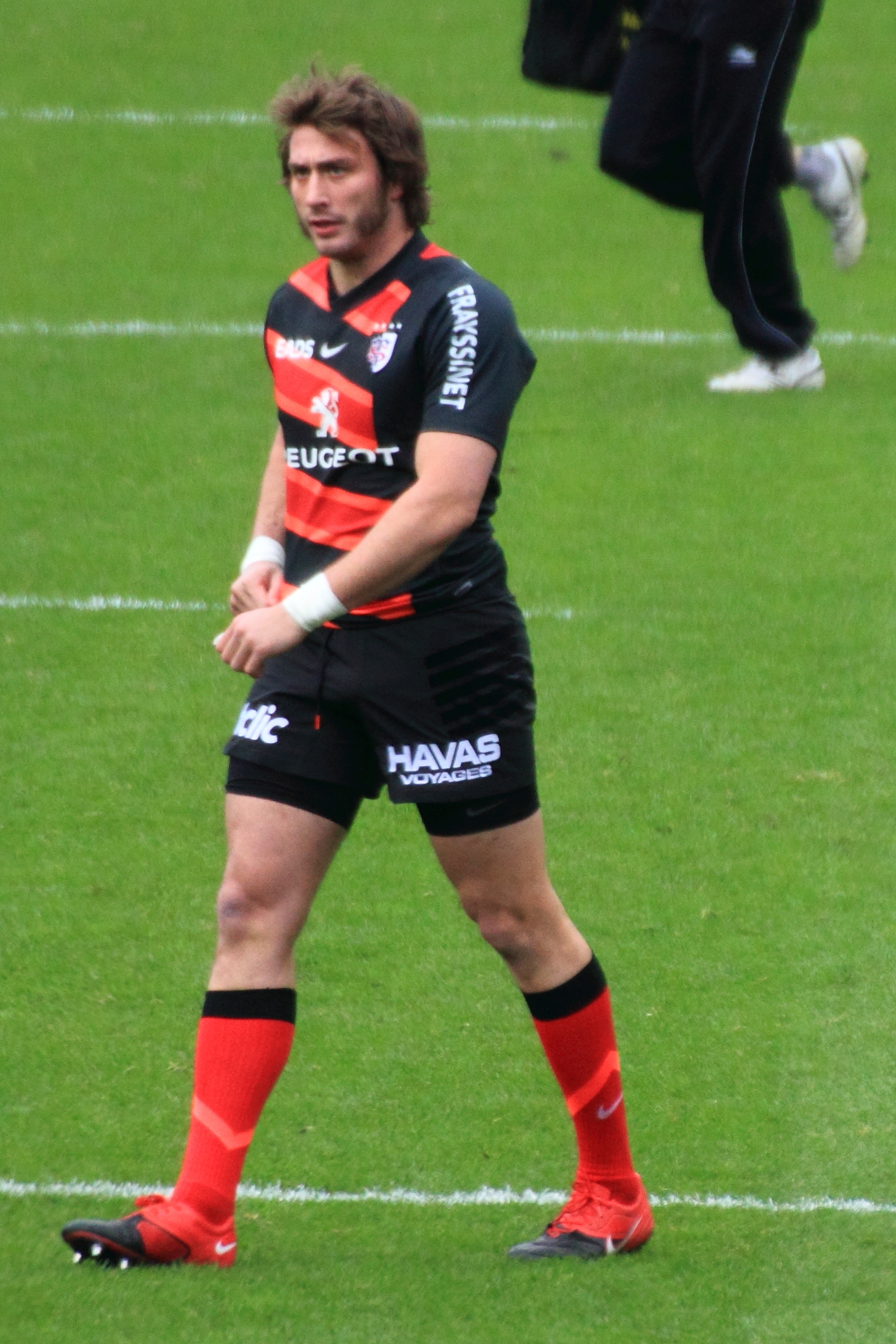
Maxime Médard
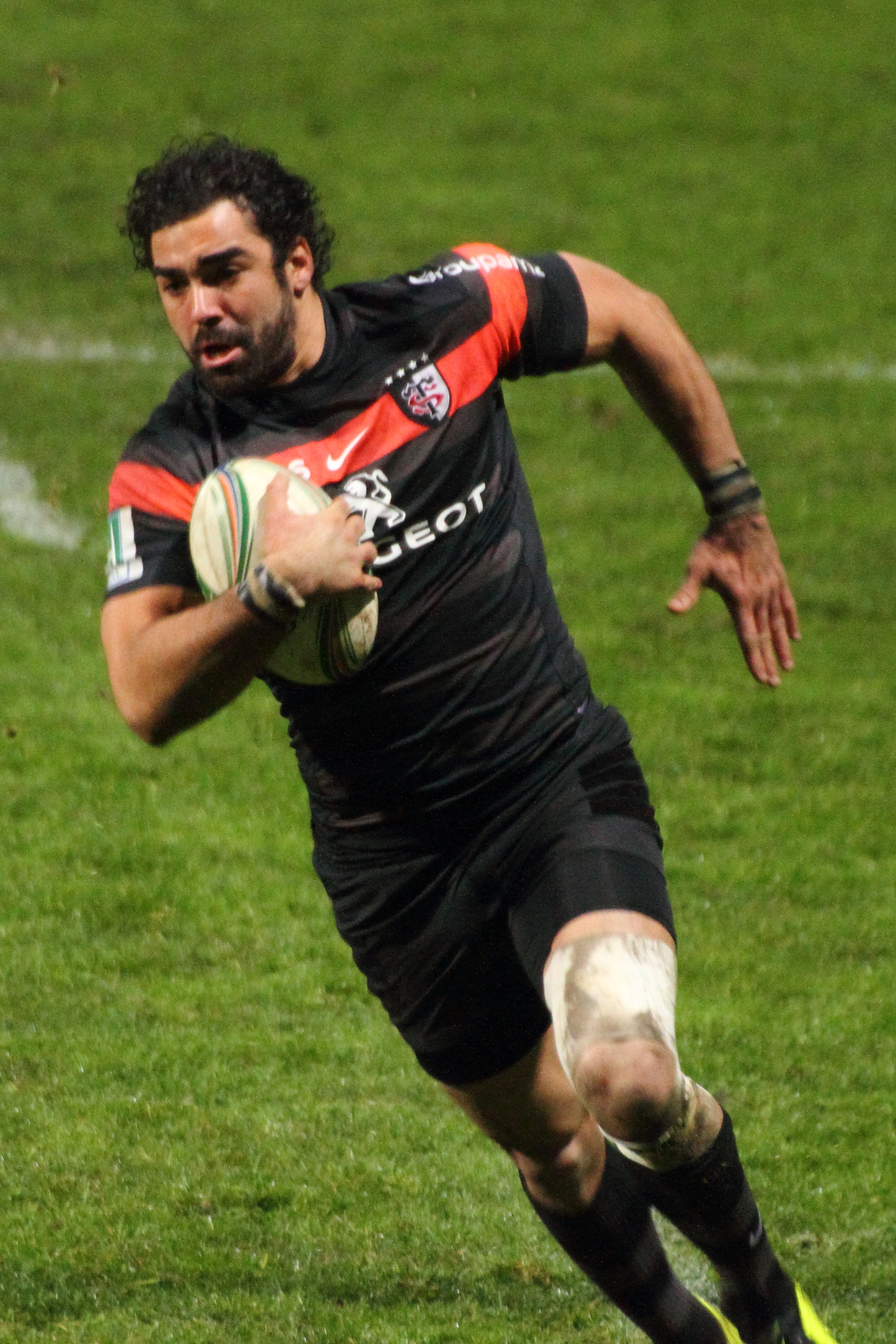
Yoann Huget

#### Générations 1990 à 1999
Mis à jour le 9 février 2025. En gras, les joueurs qui évoluent actuellement au Stade toulousain.
| Joueur               | Génération | Période en équipe 1er du Stade toulousain | Matchs (points) avec le Stade toulousain | Équipe nationale | Matchs (points) en sélection | Club actuel (ou dernier club) |
| -------------------- | ---------- | ----------------------------------------- | ---------------------------------------- | ---------------- | ---------------------------- | ----------------------------- |
| Rémi Lamerat         | 1990       | 2009-2011                                 | 19 (20)                                  | France           | 19 (10)                      | Union Bordeaux Bègles         |
| Teddy Iribaren       | 1990       | -                                         | -                                        | France           | 2 (0)                        | Stade rochelais               |
| Jean-Marc Doussain   | 1991       | 2009-2018                                 | 208 (407)                                | France           | 17 (41)                      | Lyon OU                       |
| Sébastien Bézy       | 1991       | 2011-2020                                 | 169 (499)                                | France           | 8 (0)                        | ASM Clermont Auvergne         |
| Jean-Pascal Barraque | 1991       | 2013-2014                                 | 9 (32)                                   | France           | 1 (0)                        | USA Perpignan                 |
| Bastien Chalureau    | 1992       | 2019-2020                                 | 1 (0)                                    | France           | 7 (0)                        | Montpellier HR                |
| Christopher Tolofua  | 1993       | 2011-2017                                 | 156 (25)                                 | France           | 7 (0)                        | Montpellier HR                |
| Cyril Baille         | 1993       | Depuis 2013                               | 200 (30)                                 | France           | 53 (25)                      | Stade toulousain              |
| Dorian Aldegheri     | 1993       | Depuis 2013                               | 212 (15)                                 | France           | 19 (0)                       | Stade toulousain              |
| François Cros        | 1994       | Depuis 2016                               | 182 (65)                                 | France           | 36 (5)                       | Stade toulousain              |
| Julien Marchand      | 1995       | Depuis 2014                               | 199 (105)                                | France           | 42 (10)                      | Stade toulousain              |
| Rodrigue Neti        | 1995       | Depuis 2014                               | 179 (5)                                  | France           | 2 (0)                        | Stade toulousain              |
| Thomas Ramos         | 1995       | Depuis 2014                               | 169 (1986)                               | France           | 41 (497)                     | Stade toulousain              |
| Peato Mauvaka        | 1997       | Depuis 2016                               | 142 (135)                                | France           | 39 (50)                      | Stade toulousain              |
| Selevasio Tolofua    | 1997       | 2016-2023                                 | 127 (55)                                 | France           | 2 (0)                        | RC Toulon                     |
| Florian Verhaeghe    | 1997       | 2017-2020                                 | 52 (0)                                   | France           | 3 (0)                        | Montpellier HR                |
| Emmanuel Meafou      | 1998       | Depuis 2019                               | 114 (170)                                | France           | 7 (0)                        | Stade toulousain              |
| David Ainu'u         | 1999       | Depuis 2018                               | 103 (15)                                 | États-Unis       | 23 (0)                       | Stade toulousain              |
| Romain Ntamack       | 1999       | Depuis 2017                               | 128 (384)                                | France           | 38 (156)                     | Stade toulousain              |
| Matthis Lebel        | 1999       | Depuis 2018                               | 137 (305)                                | France           | 6 (10)                       | Stade toulousain              |
| Martin Page-Relo     | 1999       | 2021-2023                                 | 22 (5)                                   | Italie           | 15 (30)                      | Lyon OU                       |

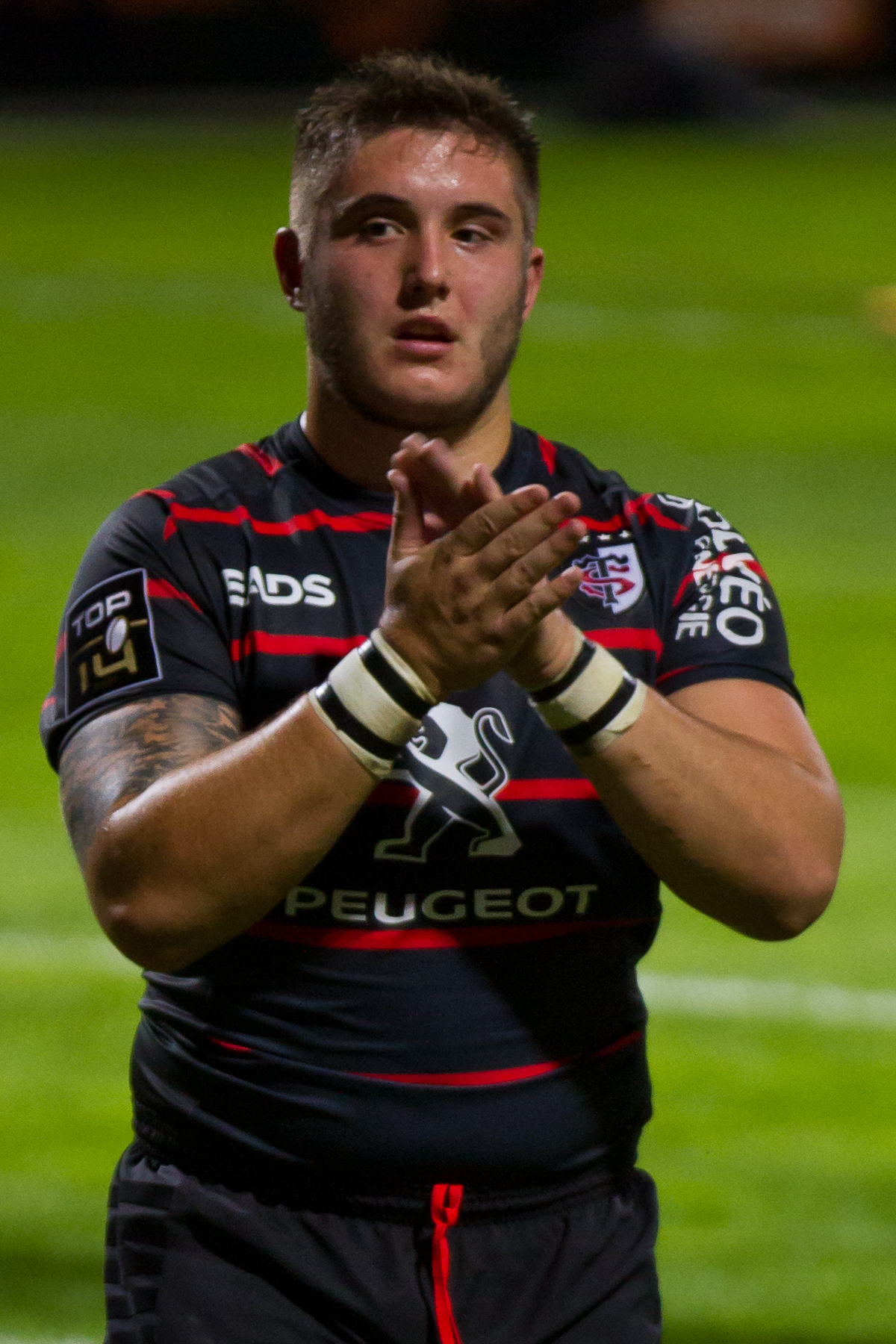
Cyril Baille
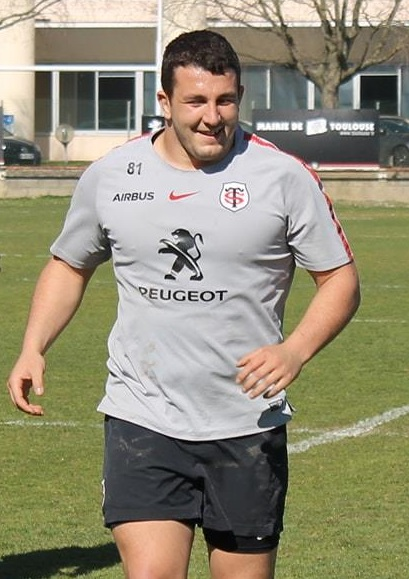
Dorian Aldegheri
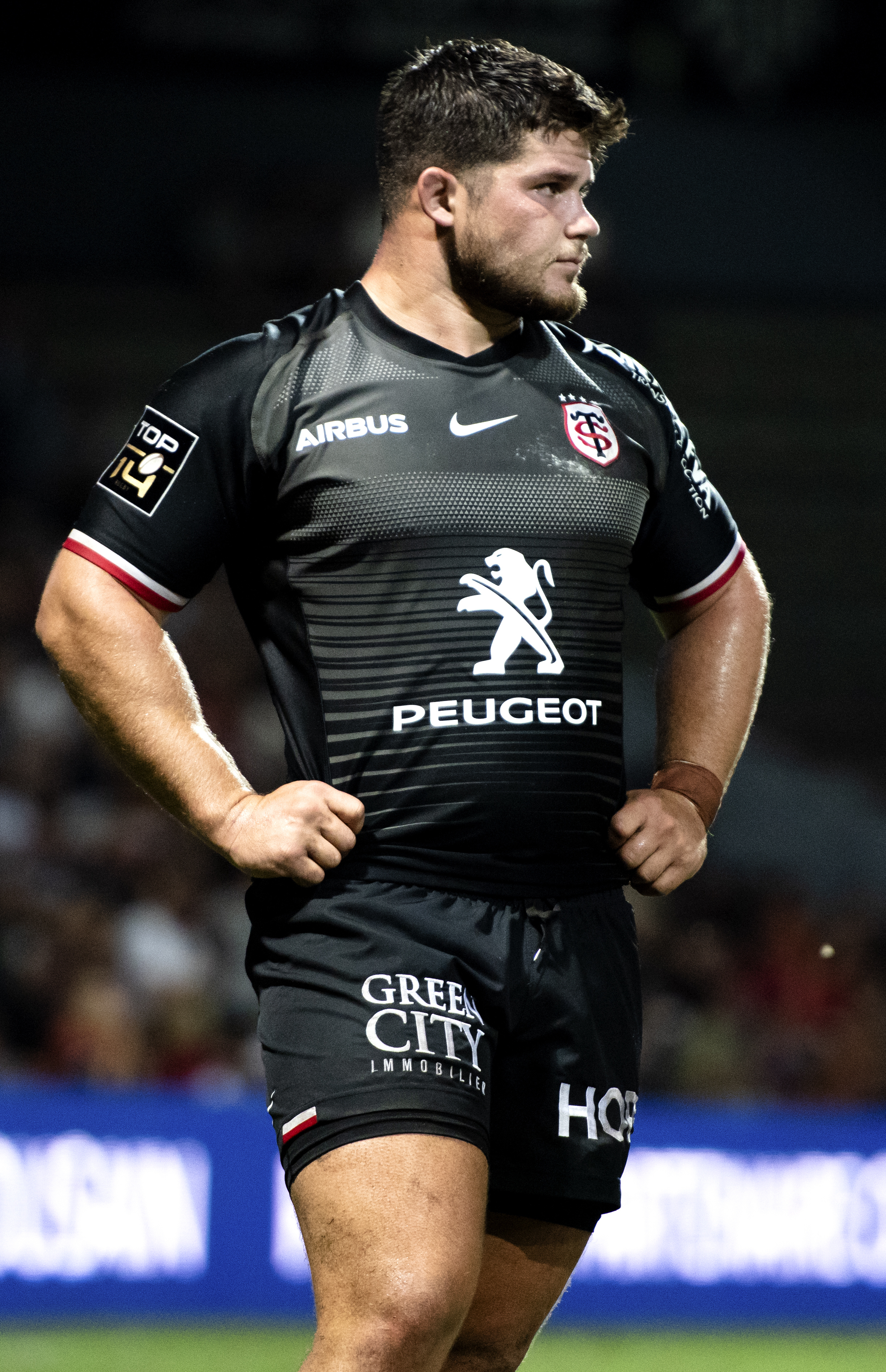
Julien Marchand
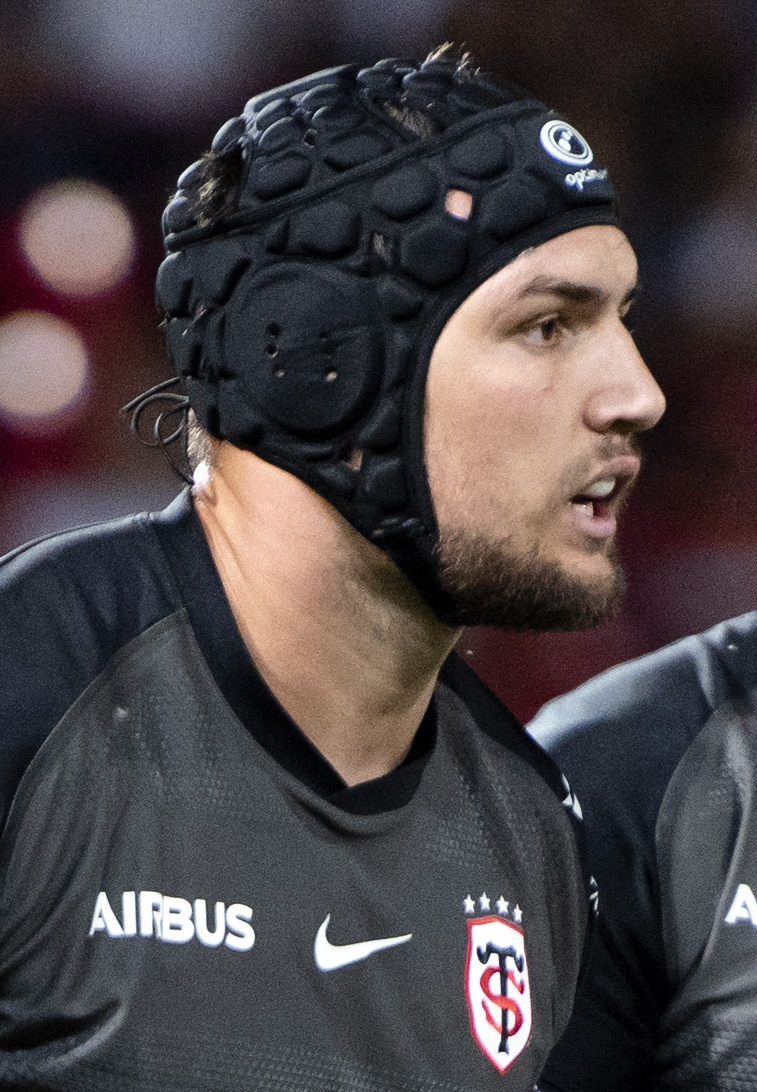
François Cros
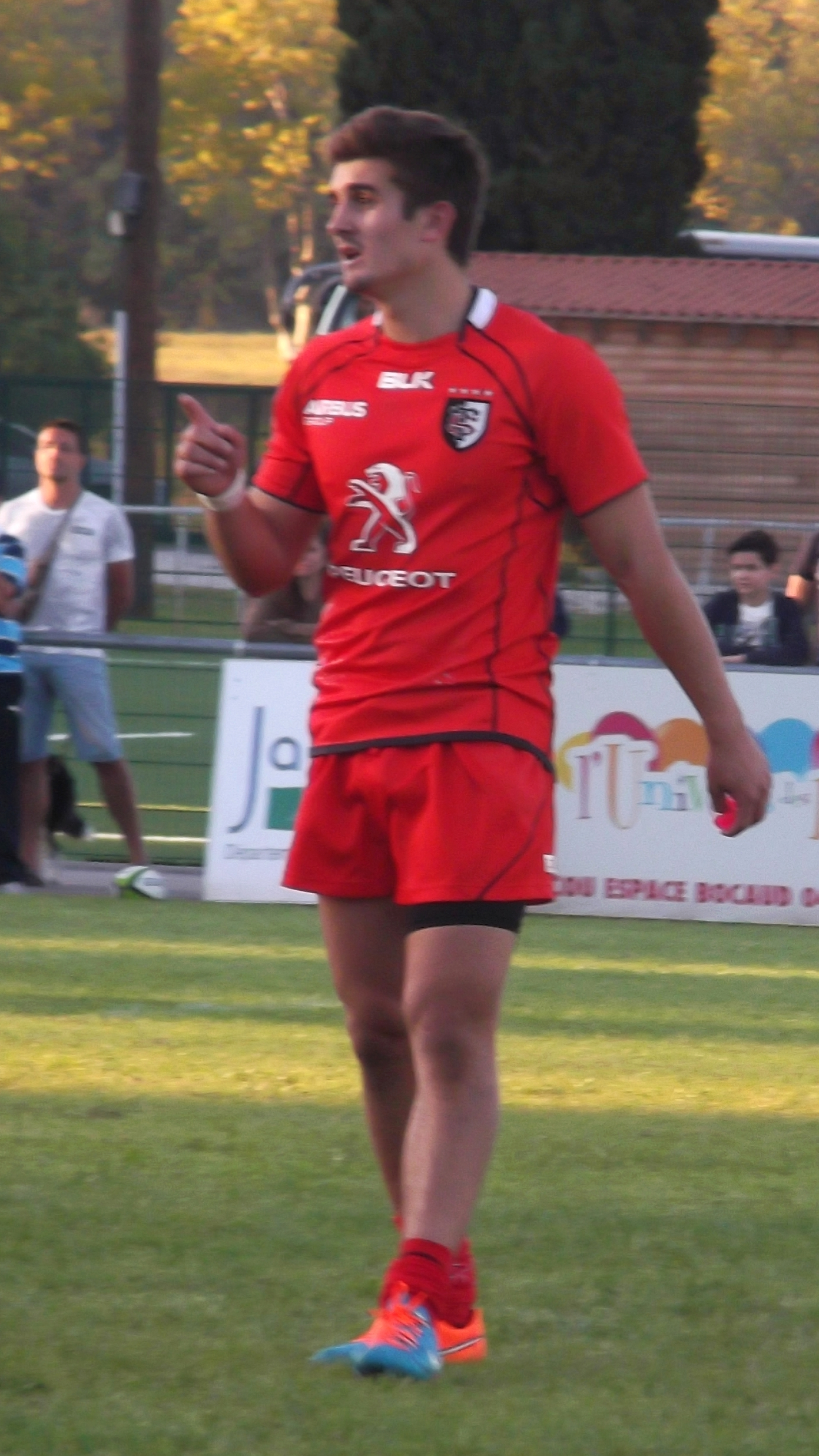
Thomas Ramos
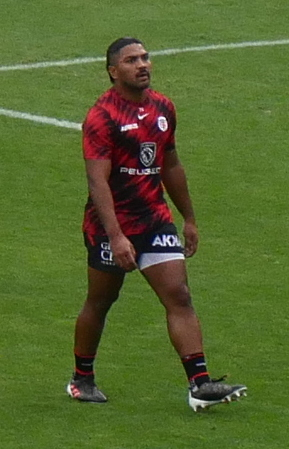
Peato Mauvaka
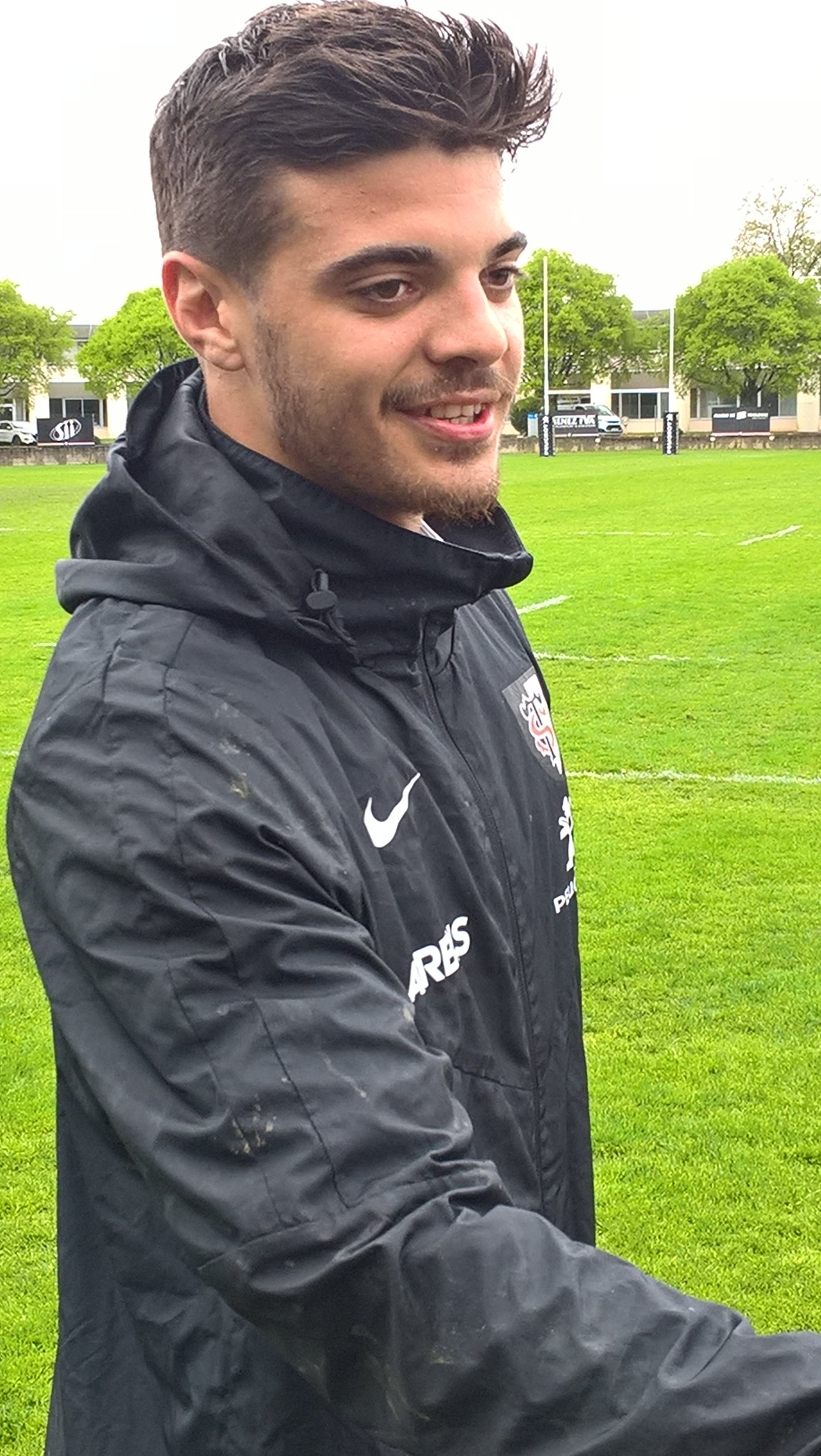
Romain Ntamack

### Champions du monde juniors
- Champions du monde des moins de 21 ans en 2006 (3) :
  - Julien Le Devedec
  - Maxime Médard
  - Maxime Mermoz

- Champions du monde des moins de 20 ans en 2018 (6) :
  - Daniel Brennan
  - Matthis Lebel
  - Guillaume Marchand
  - Maxime Marty
  - Romain Ntamack
  - Lucas Tauzin

- Champions du monde des moins de 20 ans en 2019 (2) :
  - Thibaut Hamonou
  - Matthis Lebel
  - Paul Mallez rejoint le centre de formation en 2019, après le titre de champions du monde.

- Champions du monde des moins de 20 ans en 2023 (3) :
  - Paul Costes
  - Thomas Lacombre
  - Mathis Castro-Ferreira

## Reconnaissance
Les succès du centre de formation du Stade toulousain s'accompagnent d'une reconnaissance de la part du monde du rugby à XV. Lors de la saison 2005-2006, le centre de formation a été classé, pour la cinquième fois consécutive en catégorie 1 par la FFR et la LNR.
Depuis 2015, le centre de formation bénéficie de la certification NF Service délivrée par Afnor Certification. Elle garantie que le centre de formation du Stade toulousain porte une attention privilégiée aux besoins de ses stagiaires et fournit des informations claires et précises sur l’offre de formation continue.
En 2020, il est classé meilleur centre de formation des clubs du Top 14 pour la saison 2018-2019 par la Ligue nationale de rugby. L'année suivante, il obtient la deuxième place après celui de l'Union Bordeaux Bègles.